# 小林ひろみ
小林 ひろみ（こばやし ひろみ、1992年3月12日 - ）は、徳島県出身の日本の元タレント、元グラビアアイドル。シンクバンクに所属していた。

## 来歴
女優になる夢を抱き、高校卒業後、徳島から上京。しばらくは撮影会モデルとしてすごし、NHK第37回創作ドラマ大賞「希望の花」をはじめ、連続ドラマやバラエティ再現VTRなどに出演する。
特技は阿波踊りで、当初は阿波踊りアイドルとして売り出していたがブレイクできず、2017年からAbemaTV「ピーチゃんねる」レギュラー（シリタガール3期生）となり、金髪の元ヤンキーというキャラクターに変更。以降、ヤンキー小林の略、“ヤンコバ”を愛称とする。AbemaTVを中心に東京一下品なグラドルとして活動する。
サンスポアイドルリポーター(SIR)2期候補生だった経験からパチンコホール来店イベントも多くこなしている。
2018年6月29日より恵比寿マスカッツ1.5に研修生として加入。2018年8月24日、恵比寿マスカッツ正式メンバーに昇格。顔が似ているということで、マスカッツでのキャッチフレーズは小柳ルミ子またはルミ子。
2022年8月20日、自身のTwitterを通じて「私　小林ひろみは2022年10月末日を持ちましてグラビアアイドル活動、そして撮影会やオフ会イベントなど、皆様と会える機会は全て終了させて頂きます」とし、同年10月末を以って芸能界を引退することを発表した。なお、SNSは引退後も更新する。

## 人物
調理師免許を所持し、料理を得意とする。趣味は大衆演劇観劇。
「グラドル」の肩書で紹介されることが多いが、いわゆるグラビア雑誌に掲載される経験はほとんどなく、上記のように女優業を中心にデビューした。集英社「週刊プレイボーイ」2019年28号で初のグラビア撮影に臨み、局部は隠したヌードを披露。「グラドル」を名乗るものの何もしていなかった反動の勝負がしたかったという。
4歳上の兄がおり、2019年現在も一緒に風呂に入るほどの仲。

## 出演

### テレビドラマ
- 100の資格を持つ女〜ふたりのバツイチ殺人捜査〜（テレビ朝日）
- ナサケの女（テレビ朝日）
- 検事・鬼島平八郎（2010年、テレビ朝日）
- 土曜ワイド劇場「拘置所の女医」（テレビ朝日）
- 幸せになろうよ（2011年、フジテレビ） - カフェ客人役･不良高校生役
- NHK第37回創作テレビドラマ大賞「希望の花」（2014年2月25日、NHK BSプレミアム）

### テレビバラエティ
- ザ！世界仰天ニュース 新春から仰天！大変身ビューティー祭り！！（2012年1月4日、日本テレビ）
- トップアイドル育成バラエティ D☆D～だれでもだいすき！（2012年12月20日、チバテレビ）
- ピグ☆1GPアイドル恋愛予備校（2012年3月1日、エンタ！371）
- サンドウィッチマンクイズ-ザ・プライス・ショー（2013年12月14日、チバテレビ）
- 金曜プレステージ・独占秘話！初公開！秘蔵映像！島倉千代子最期の223日～今夜明かされる壮絶人生と"からたちの小径"誕生秘話～（2013年12月20日、フジテレビ） - 再現ドラマ出演
- プールdeブログ（2014年5月 - 6月、テレビ朝日）
- 全力坂（2013年3月5日、3月11日、テレビ朝日）
- 中居正広の金曜日のスマたちへ（2015年、TBS） - 石黒彩役など再現ドラマに出演
- ジョブチューン～アノ職業のヒミツぶっちゃけます！（2013年、2015年、TBS）
- 週末パラダイス（2014年10月30日、11月6日、11月13日、テレビ東京）
- ワッチミ―！TV×TV（2014年6月1日 - 29日、2014年11月2日 - 30日、3月8日 - 29日、4月5日 - 26日、BSフジ）
- さすらいの競馬ギャンブラー2（2015年3月6日 - 5月15日、MONDOTV）
- ギリギリライブ イマドキ女子のリアル生態調査（2021年10月12日、10月19日、北海道文化放送）

### 映画
- 高校生デビュー（2011年、アスミックエース） - カップル役
- ポールダンシングボーイ☆ず（2011年、Thanks Lab.） - ミーハーな女の子役
- のぼうの城（2012年、東宝）

### ラジオ
- 身になるラジオ!清水英哉の教えてドギマギ!!（2014年7月27日、10月26日、11月9日、2015年1月11日、7月19日、FM徳島）
- 清水英哉のおもしろ交遊録（2016年7月16日、4月1日、6日、7月22日、29日、2018年5月26日、6月2日、FM世田谷）
- Passion de AWADORI（2016年8月15日、FM徳島）

### ウェブテレビ
- PJC水着の国の101人水着審査会インターネット生放送（2012年4月 - 12月、ニコニコ動画）
- トータルテンボスのGIRIGIRIアウト!しばらくお待ちください（2014年5月2日、nottv2）
- 土曜の夜は尻上がり!「ピーチゃんねる」（2017年4月8日 - 2018年7月1日、AbemaTV） - シリタガールズ3期生
- リアルカイジGP（2018年4月29日 - 、AbemaTV）
- 邪道だらけの夜の大運動会2018（2018年4月30日、AbemaTV）
- 全日本女子パリピ選手権（2018年5月12日 - 13日、AbemaTV）[15] - 崖っぷちグラドル軍団
- 極楽とんぼKAKERUTV（2018年6月21日、AbemaTV）
- 全日本パリピ選手権（2018年9月22日、AbemaTV） - 新生崖っぷちグラドル軍団
- パパパパパ・リーグ（2021年6月28日 - 、パーソル　パ・リーグTV公式YouTubeチャンネル） - プロ野球LIVE2021コーナー

### CM
- 三菱ekワゴン
- セキスイハウス東海

### イベント
- えびすまつりVol.55（2012年11月20日、渋谷DESEO）
- ハコニワ～番外編～お昼の増刊号SP（2014年8月24 日、なかの芸能小劇場）

### モデル
- ブライダルモデル エルセレモアクア21
- バオー高崎・ミニスカジョッキー[16][17]（2017年、日本レーシングサービス）